# Wellen und Wogen
Wellen und Wogen (Vågor och böljor), op. 141, är en vals av Johann Strauss den yngre. Den spelades första gången den 9 oktober 1853 i Wien.

## Historia
Under en konsertturné till Tyskland i oktober och november 1852 gjorde Johann Strauss den yngre en avstickare till Hamburg och Nordsjön. Intrycken där gav honom en idé att komponera en vals mer ämnad för konsertuppförande (konsertvals) än för danssalongen. Det första steget i denna utveckling av valsen fick titeln Wellen und Wogen, en titel väl lämpad för det musikaliska landskapet upp i norr. Valsen hade premiär ett år senare den 9 oktober 1853 vid en välgörenhetskonsert i Volksgarten. Den möttes av blandad kritik; recensenten i Theatherzeitung skrev att "Dessa 'Vågor och böljor' hade inte bara en elektrisk effekt på de entusiastiska dansparen, de utsökta melodierna ägde även en oemotståndlig attraktion på kvällens mer kylslagna och kräsna besökare". Musikkritikern Eduard Hanslick avvisade valsen och andra verk av Strauss från tiden som "icke längre lämpade för dans". Han ville inte veta av någon utvidgning av valsformen och fortsatte att kritiskt granska Strauss musik under de kommande åren.

## Om valsen
Speltiden är ca 9 minuter och 25 sekunder plus minus några sekunder beroende på dirigentens musikaliska tolkning.

## Weblänkar
- Wellen und Wogen i Naxos-utgåvan.